# Neoseiulus baticola
Neoseiulus baticola är en spindeldjursart som först beskrevs av Athias-Henriot 1977.  Neoseiulus baticola ingår i släktet Neoseiulus och familjen Phytoseiidae. Inga underarter finns listade i Catalogue of Life.